# 포야크 임레
포야크 임레(헝가리어: Polyák Imre, 1932년 4월 16일~2010년 11월 14일)는 헝가리의 레슬링 선수이다. 1952년, 1956년, 1960년, 1964년 하계 올림픽에서 4회 연속으로 결승전에 진출하여 금메달 1개와 은메달 3개를 획득했다. 또한 1955년, 1958년, 1962년 세계 선수권 대회에서 우승을 차지했고 1961년과 1963년 세계 선수권 대회에서 준우승을 차지했다. 1958년과 1962년에는 헝가리 올해의 스포츠인으로 선정되었다.
현역 은퇴한 후 우이페슈트 레슬링팀의 코치로 활동했으며 2003년에 국제 레슬링 연맹 명예의 전당에 헌액된 최초의 10인 중 한 사람이 되었다.